# 텐센트 픽처스
텐센트 픽처스(중국어 간체자: 腾讯影业, 정체자: 騰訊影業, 병음: téng xùn yǐng yè, 영어: Tencent Pictures)는 중국의 영화 제작사이자 배급사이다. 텐센트의 영화 부문이며, 책, 만화, 애니메이션, 비디오 게임을 기반으로 영화를 제작하고 있다.